# 야쿠프 바브지니아크
야쿠프 바브즈니아크(폴란드어: Jakub Wawrzyniak, 1983년 7월 7일 ~ )는 레프트 백으로 활약한 폴란드의 은퇴한 축구 선수이다.